# Program Lunar Orbiter

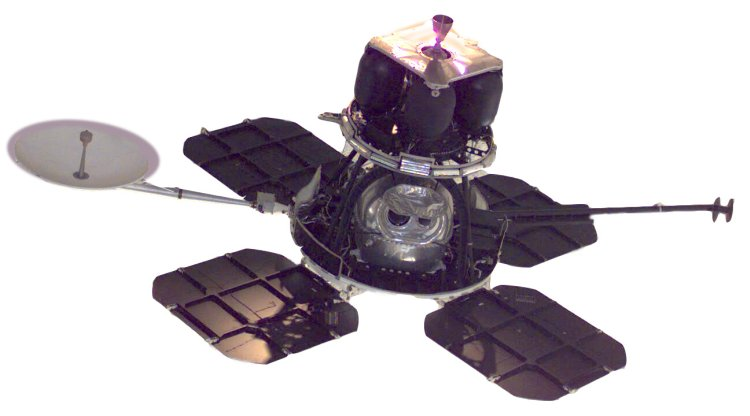
Sonda Lunar Orbiter 1

Program Lunar Orbiter  vytvořila agentura NASA s cílem zajistit sérií sond (družic) podrobné zmapování povrchu Měsíce v letech 1966 až 1967.

## O programu
Program navazoval na předchozí programy průzkumu Měsíce Pioneer, Ranger, paralelní program Surveyor a předcházel programu Program Apollo, který pak zajistil sestup Američanů na měsíční povrch. Všechny tyto programy se staly součástí prestižního závodu mezi velmocemi SSSR a USA o prvenství v dosažení Měsíce lidmi. Sověti měli souběžně pro výzkum Měsíce program bezpilotních sond Luna .

## Úkol sond Lunar Orbiter
Cílem všech pěti vyslaných sond bylo pořídit fotografie celého povrchu Měsíce a zejména oblastí plánovaného přistání kosmonautů. Váha sond byla kolem 385 kg a všechny je k Měsíci dopravila raketa Atlas Agena D.
Studie Orbiteru byla svěřena do laboratoří NASA v Langley. Koncem roku 1963 byl projekt svěřen firmě Boeing.
Na sondách Lunar Orbiter byla umístěna fotografická „laboratoř“ o hmotnosti 58 kg, kterou vyvinula firma Eastman Kodak. Film byl na palubě sondy vyvolán a obrázky byly elektronickou cestou předávány na Zemi.
Kromě fotografování Měsíce prováděla sonda registraci mikrometeoritů a měření radiace v okolí Měsíce. Sondy měly také přispět ke zlepšení znalostí o gravitačním poli Měsíce, jeho tvaru a rozložení hmoty.
Po splnění úkolu byly všechny sondy zničeny nasměrováním na jeho povrch.

## Stručně přehled sond
- Lunar Orbiter 1, start v srpnu 1966, pořízeny snímky, mise úspěšná
- Lunar Orbiter 2, start v listopadu 1966, stejný výsledek
- Lunar Orbiter 3, start v únoru 1967, totéž
- Lunar Orbiter 4, start v květnu 1967, totéž
- Lunar Orbiter 5, start v srpnu 1967, totéž

Díky velkému úspěchu bylo podrobně zmapováno 99% povrchu přivrácené a 95% odvrácené strany Měsíce.